# 萨哈林早熟禾
萨哈林早熟禾（学名：Poa sachalinensis）为禾本科早熟禾属下的一个种。其种加词“sachalinensis”意为“库页的”。